# 中国农工民主党广西壮族自治区委员会
中国农工民主党广西壮族自治区委员会，简称农工党广西区委会、广西农工党，是中国农工民主党在广西壮族自治区的地方组织。